# Scapania paraphyllia
Scapania paraphyllia là một loài rêu trong họ Scapaniaceae. Loài này được T. Cao, C. Gao, J. Sun & Zuo Ben-reng mô tả khoa học đầu tiên năm 2007.